# Brian Talma
Brian Talma (24 maart 1965) is een Barbadiaans windsurfer.

## Resultaten

### Olympische Zomerspelen
| Jaar | Plaats    | Resultaten      |
| ---- | --------- | --------------- |
| 1988 | Seoel     | 33e Division II |
| 1992 | Barcelona | 40e Lechner     |